# Fraterarchibracon
Fraterarchibracon är ett släkte av steklar. Fraterarchibracon ingår i familjen bracksteklar.
Kladogram enligt Catalogue of Life:
| Fraterarchibracon | \| \| Fraterarchibracon affinis \| \| \| \| \| \| Fraterarchibracon rufus \| \| \| \| |
|                   | \| \| Fraterarchibracon affinis \| \| \| \| \| \| Fraterarchibracon rufus \| \| \| \| |
|                   | Fraterarchibracon affinis                                                             |
|                   |                                                                                       |
|                   | Fraterarchibracon rufus                                                               |
|                   |                                                                                       |